# 宋岳 (嘉靖进士)
宋岳（1517年—？），字伯鎮，號承山，浙江紹興府餘姚縣人，竈籍，明朝政治人物。

## 生平
嘉靖十九年（1540年）庚子科浙江鄉試第六十四名舉人，二十年（1541年）聯捷辛丑科會試第六十名，三甲第一百八十三名進士。历官闽县、祁门知县，升刑部主事、员外郎、郎中，出為河间府知府，升河南兵备副使、山西左参政，隆慶二年（1568年）五月以山西按察使致仕。

## 家族
曾祖宋璿，封刑部主事 贈都察院右副都御史；祖父宋冕，通議大夫都察院右副都御史；父宋惟明，官生。母姜氏。重慶下。弟宋巒、宋嶅、宋嵆、宋𡹘。